# Gimel-les-Cascades
Gimel-les-Cascades település Franciaországban, Corrèze megyében. Lakosainak száma 765 fő (2022. január 1.). Gimel-les-Cascades Les Angles-sur-Corrèze, Bar, Chanac-les-Mines, Corrèze, Naves, Saint-Martial-de-Gimel, Saint-Priest-de-Gimel és Tulle községekkel határos.

## Népesség
A település népességének változása:
| Lakosok száma | 558  | 553  | 655  | 679  | 750  | 776  | 794  | 789  | 782  | 765  |
|               | 1968 | 1982 | 1990 | 2006 | 2013 | 2015 | 2017 | 2019 | 2020 | 2022 |